# Friedhof (Grombach)

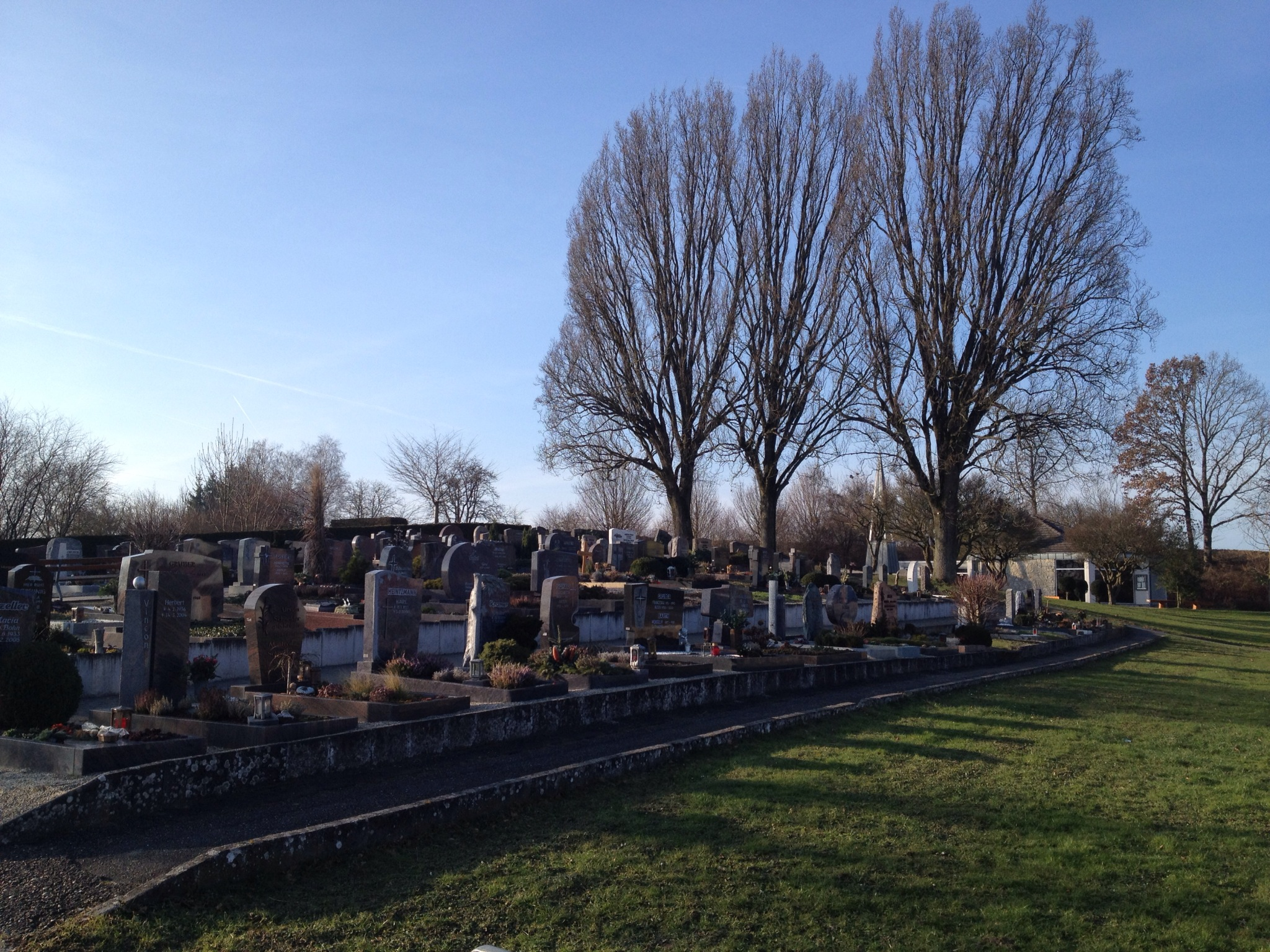
Friedhof in Grombach

Der Friedhof in Grombach, einem Stadtteil von Bad Rappenau im Landkreis Heilbronn im nördlichen Baden-Württemberg, wurde 1785 angelegt.

## Geschichte

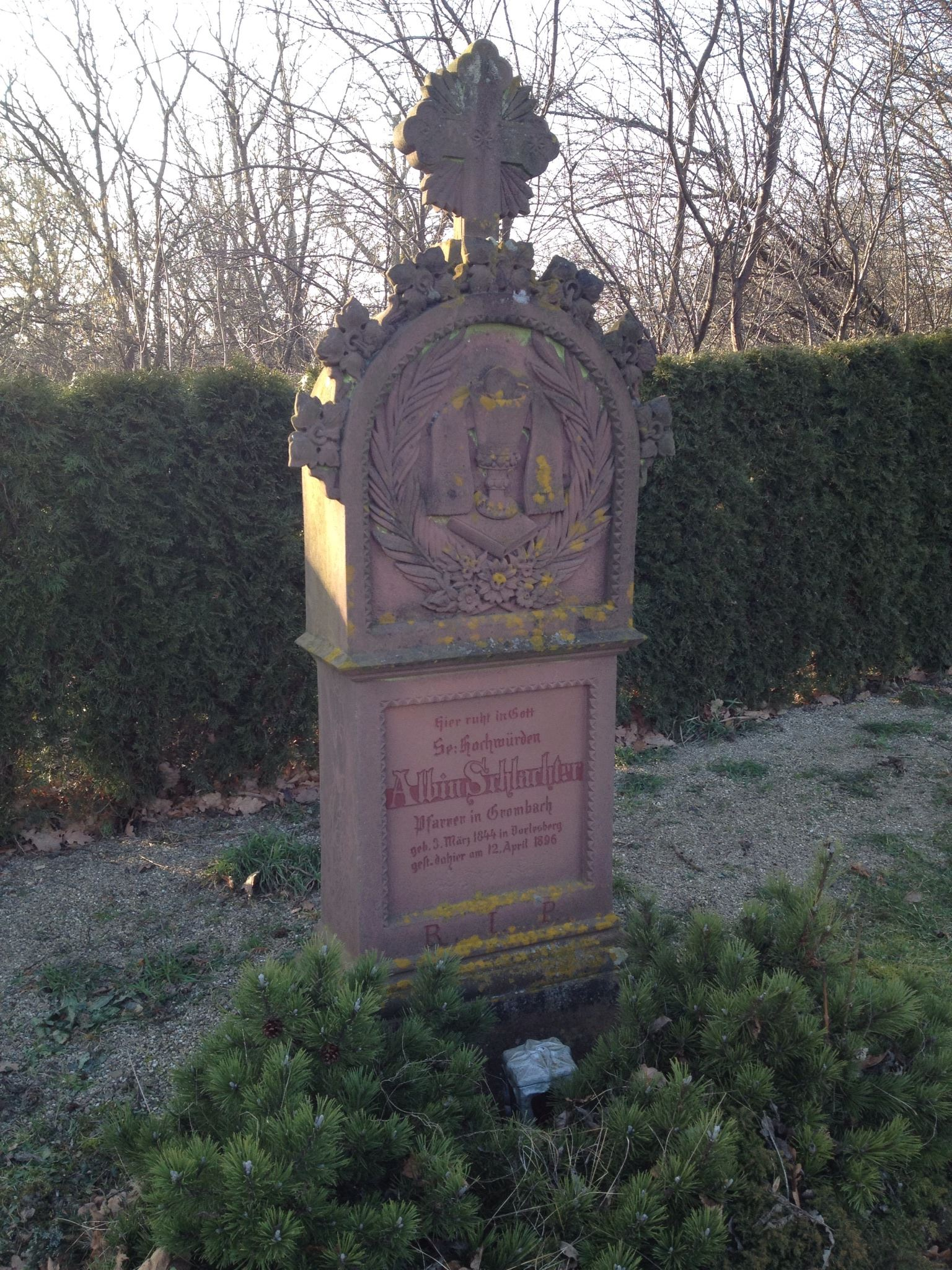
Grabmal Pfarrer Albin Schlachter

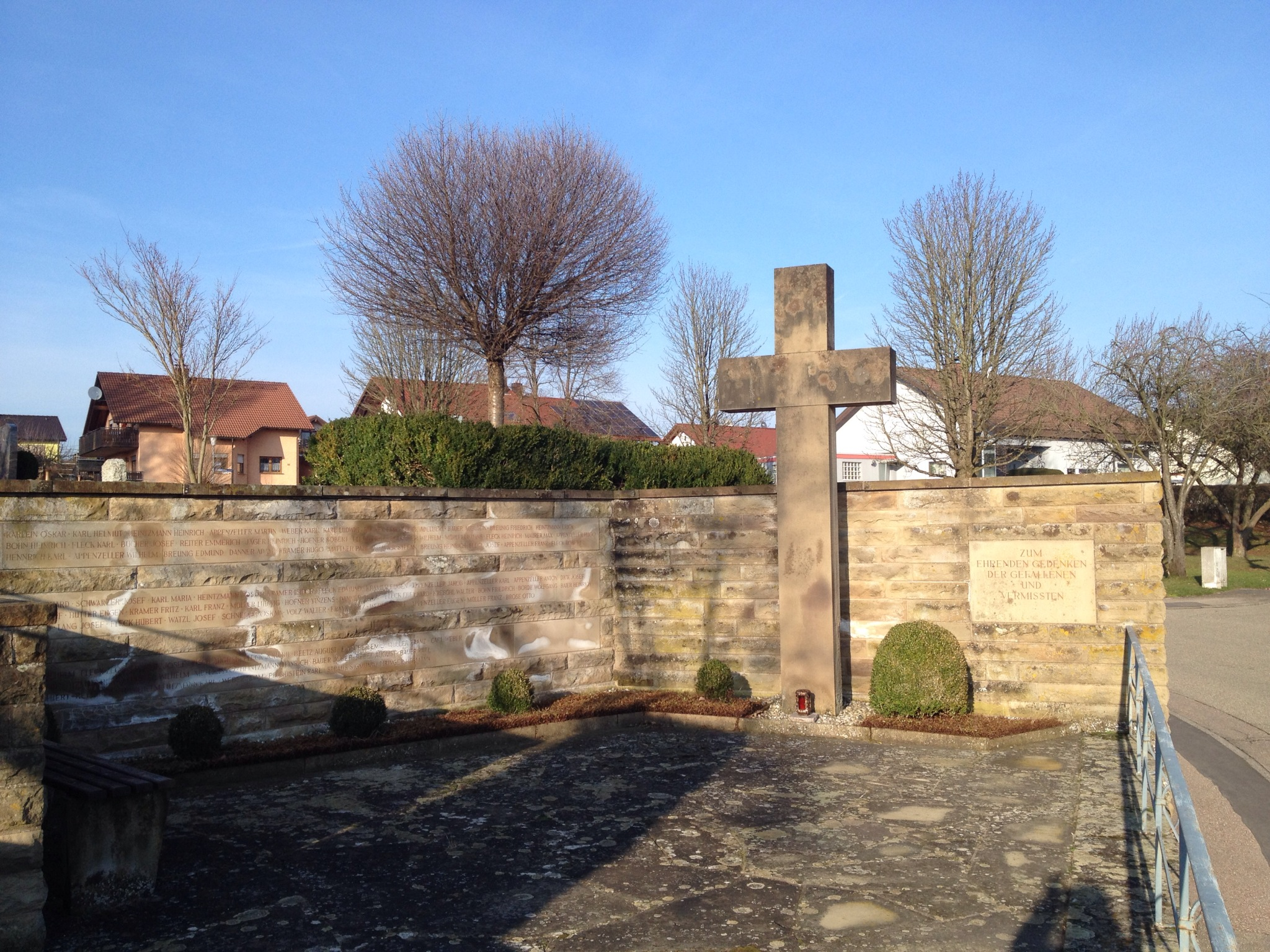
Kriegerdenkmal

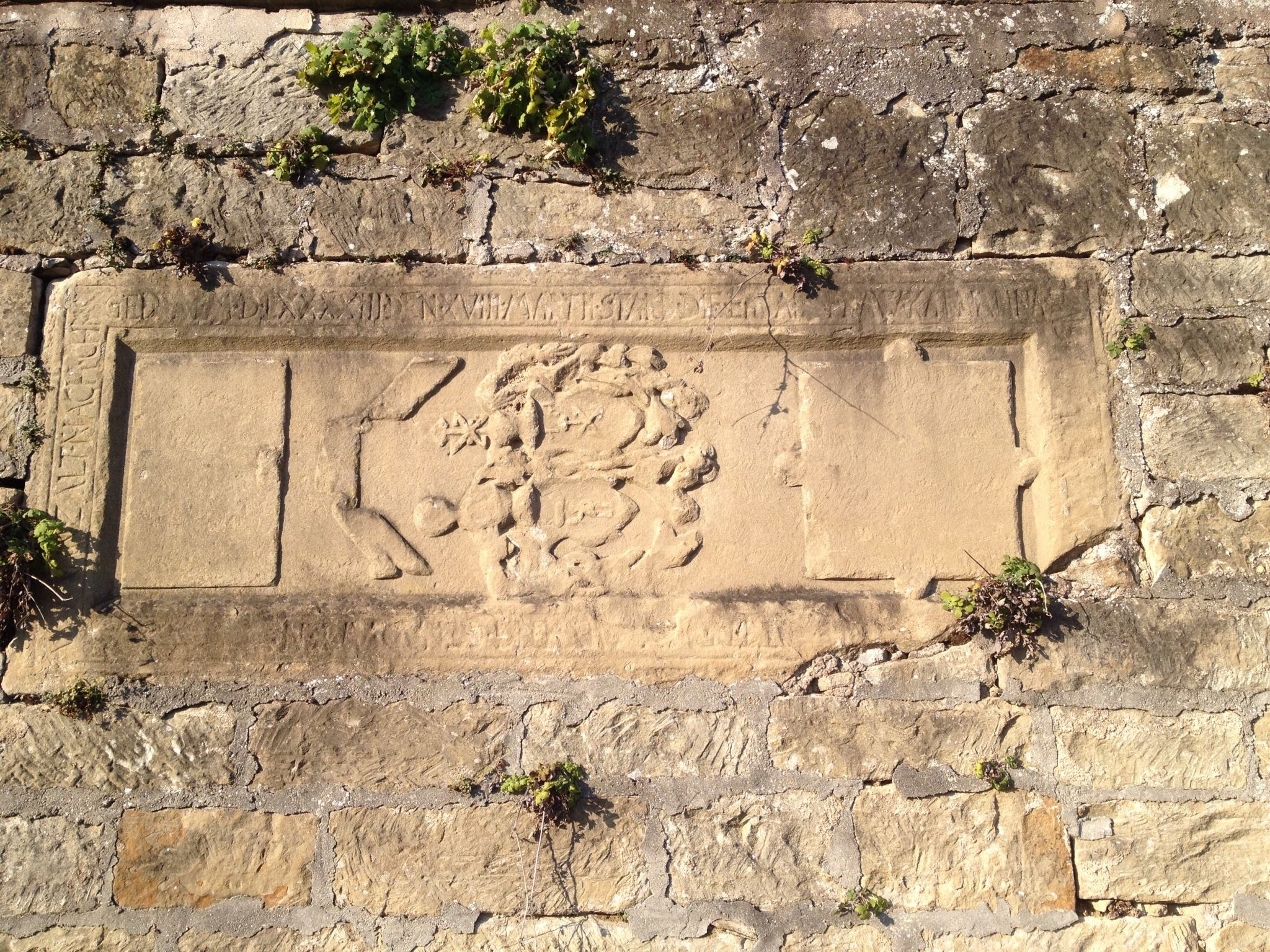
Vermauerte Grabplatte aus dem 17. Jhd. in der Friedhofsmauer

Die ursprüngliche Begräbnisstätte in Grombach lag um die alte Pfarrkirche des Ortes, die 1759 durch die heutige Kirche St. Margaretha ersetzt worden war. Angehörige des Ortsadels und sonstige bedeutende Personen wurden auch im Kircheninnern beigesetzt, wo zahlreiche Epitaphe zur Aufstellung kamen. Eine der letzten, in der bereits erneuerten Kirche beigesetzten Personen dürfte der Schultheiß und Kirchenbaumeister Johann Peter Moll (1703–1767) gewesen sein, zumindest hält man 1981 bei Renovierungsarbeiten in der Kirche aufgefundene Gebeine für die seinen. Von den einst in der Kirche befindlichen Epitaphen, die urkundlich belegt sind, ist nur mehr das des Pfarrers Cornelius Junck († 1762) erhalten. Die meisten der frühneuzeitlichen Epitaphe waren um 1800 bereits verfallen.
Nordwestlich des Dorfkerns, an der Stelle des heutigen Friedhofs, befand sich eine weitere Begräbnisstätte, über deren Ursprünge nichts bekannt ist, von der im 18. Jahrhundert aber noch Reste einer Ringmauer vorhanden waren. 1785 wurde unweit dieser alten Begräbnisstätte die evangelische Kirche des Ortes errichtet, um die herum die Protestanten des Ortes ihre Toten zu bestatten begannen. Unterdessen hatte Schultheiß Franz-Joseph Remlinger im Dezember 1784 die Schaffung des neuen Friedhofs für Katholiken, Protestanten und auch Mennoniten bei der Venningenschen Amtsverwaltung in Eichtersheim beantragt und dafür die alte Begräbnisstätte nordwestlich des Ortes vorgeschlagen, was Carl Philipp von Venningen im März 1785 genehmigte. Bis 1788 errichtete Remlinger, der auch Baumeister war, mit Steinen aus den Steinbrüchen im Insenbachtal eine neue Friedhofsmauer. Die erste Beisetzung auf dem neuen Friedhof fand im November 1789 statt, bestattet wurde ein nur ein Monat alter Knabe.
1963 wurde ein Kriegerdenkmal auf dem Friedhof eingeweiht. Dieser wurde 1968 auf seine heutige Fläche von 9353 Quadratmeter erweitert, anlässlich der Erweiterung errichtete man auch eine Aussegnungshalle, die während der Sanierung der katholischen Kirche 1981 auch als Ersatzkirche diente.
Auf dem Friedhof gab es im April 2007 insgesamt 347 Grabstellen. Alte Grabmale sind mit Ausnahme von dem des katholischen Pfarrers Albin Schlachter († 1886) keine erhalten. In der Friedhofsmauer ist eine Grabplatte aus dem 17. Jahrhundert vermauert.